# Kapeliele Tufele III
Kapeliele Tufele III est un roi coutumier au titre de (lavelua) d'Uvea qui règne du 17 avril 1950 au 17 novembre 1953. 
Il est précédé par Pelenato Fuluhea et Aloisia Brial lui succède.

## Règne

### Arrivée au pouvoir
En avril 1950, des dissensions apparaissent au sein de la chefferie wallisienne, « relayant les problèmes sociaux de l’époque : autoritarisme de certains fonctionnaires ; clivage des générations dans le clergé local ; retour de Wallisiens sensibilisés aux idées "syndicales" ». Face à l'opposition, notamment venue de Hihifo, le roi Pelenato Fuluhea démissionne le 11 avril. Le 13, les coutumiers élisent Emmanuel Brial, un commerçant français et fils d'Aloisia Brial (rattaché ainsi à une lignée royale). Toutefois, le résident s'oppose à cette nomination car il ne veut pas qu'un français devienne roi de Wallis. Kapeliele Tufele, âgé de 70 ans, est alors élu le 17 comme un « roi de transition ».

### Règne et démission
D'après Gildas Pressensé, « Kapeliele Tufele, dit Setu – beaucoup plus âgé [que son prédécesseur], était très conservateur et très attaché à ses prérogatives coutumières, ignorant souvent la présence du Résident de France ». Les relations deviennent très tendues avec le résident, ce dernier tentant par trois fois de le faire destituer.
L'évêque Alexandre Poncet s'oppose une première fois à sa destitution avec succès, mais les chefs coutumiers décident de passer outre la deuxième fois, ce qui représente pour Frédéric Angleviel la marque d'une « maturité politique » face à l'influence du clergé à Wallis.
Le 17 novembre 1953, Kapeliele Tufele abdique. Après des négociations entre les familles royales et avec l’approbation du haut-commissaire de la France dans l’océan Pacifique, Aloisia Brial est élue reine d'Uvea le 22 décembre 1953.